# Nacionalidade brasileira
A Nacionalidade Brasileira é matéria constitucional no direito brasileiro, sendo regulada pelo artigo 12 da Constituição Federal, ela faz jus a aqueles que são nacionais da República Federativa do Brasil.  
A exemplo de outros países latino-americanos, o Brasil estabelece os parâmetros reguladores da nacionalidade na sua própria Constituição, o que não ocorre - por exemplo - com a maioria das nações europeias, cujas regras de nacionalidade são abordadas detalhadamente em leis e decretos ad hoc.
De fato, desde a primeira Carta Magna brasileira (Constituição Política do Império do Brasil de 1824), o tema nacionalidade é diretamente tratado na Constituição.
A instituição do conceito do jus soli é uma constante desde então na atribuição da nacionalidade brasileira, sendo seu princípio de base, mas não o único. O conceito do jus sanguinis também é previsto pela Constituição, pois nunca se ignorou a condição de crianças filhas de pai brasileiro ou de mãe brasileira nascidas fora do território nacional.

## Nacionalidade originária
A constituição federal atribui a nacionalidade brasileira de origem:
- aos nascidos na República Federativa do Brasil, ainda que de pais estrangeiros, desde que estes não estejam a serviço de seu país;[nota 1]
- aos nascidos no estrangeiro, de pai brasileiro ou de mãe brasileira, desde que qualquer deles esteja a serviço da República Federativa do Brasil;[nota 2][nota 3]
- aos nascidos no estrangeiro de pai brasileiro ou de mãe brasileira, desde que sejam registrados em repartição brasileira competente ou venham a residir na República Federativa do Brasil e optem, em qualquer tempo, depois de atingida a maioridade,[nota 4] pela nacionalidade brasileira.

Este último item constitui a maior mitigação ao princípio do jus soli no direito brasileiro, ao prever duas hipóteses de aquisição originária da nacionalidade brasileira para os nascidos no exterior de pai brasileiro ou de mãe brasileira que não esteja a serviço do país:
1. caso o nascido no exterior seja registrado em repartição brasileira competente; ou
2. caso o nascido no exterior venha a residir no Brasil e opte pela nacionalidade brasileira após a maioridade (o chamado "binômio residência/opção").

No período entre 1994 e 2007, a constituição não conferia ao registro o condão de atribuir a nacionalidade brasileira. Muitos juristas consideravam este texto pouco claro para fins de aplicação prática, já que a redação original da constituição de 1988 previa - até 1994 - que o registro em repartição consular conferia a nacionalidade ao brasileiro nascido no exterior, sem a exigência do binômio residência/opção. A nova redação de 2007 resolveu a questão ao reabilitar o registro como meio de atribuição da nacionalidade brasileira. A maioridade, contudo, não é exigida para os nascidos entre 7 de junho de 1994 e a promulgação da Emenda Constitucional (21 de setembro), pela redação dada no artigo 95º do Ato das Disposições Constitucionais Transitórias.
A opção pela nacionalidade brasileira deve ser feita perante juiz federal, conforme exposto pelos artigos 12, I, c e 109, X, da Constituição, e ratificado pela jurisprudência.

## Nacionalidade derivada
A aquisição derivada da nacionalidade brasileira, ou seja, a concessão de naturalização ao estrangeiro residente em território nacional, é regulada pelo Artigo 12, II, da constituição brasileira. A Constituição federal prevê a aquisição da nacionalidade brasileira:
- aos que, na forma da lei, adquiram a nacionalidade brasileira, exigidas aos originários de países de língua portuguesa apenas residência por um ano ininterrupto e idoneidade moral; e
- aos estrangeiros de qualquer nacionalidade residentes no Brasil há mais de quinze anos ininterruptos e sem condenação penal, desde que requeiram a nacionalidade brasileira.

O ato de se conceder a naturalização ao estrangeiro é considerado um ato de soberania estatal, sendo portanto, ato discricionário do chefe do Poder Executivo. Assim entende o Supremo Tribunal Federal, já tendo decidido que "não há inconstitucionalidade no preceito que atribui exclusivamente ao Poder Executivo a faculdade de conceder naturalização". De modo semelhante explicita o ministro do Supremo Celso de Mello, ao afirmar que "a concessão da naturalização é faculdade exclusiva do Poder Executivo. A satisfação das condições, exigências e requisitos legais não assegura ao estrangeiro direito à naturalização. A outorga da nacionalidade brasileira secundária a um estrangeiro constitui manifestação da soberania nacional. A concessão da naturalização é uma faculdade discricionária do Poder Executivo federal. Não há direito público subjetivo à naturalização. O Brasil não pode ser compelido a concedê-la."
A naturalização produz efeitos após a publicação no Diário Oficial do ato de naturalização.
A Constituição estabelece diferentes critérios para grupos diversos de estrangeiros que requerem a naturalização. Tais grupos dividem-se em:
- Estrangeiros, excluídos os originários de países da língua portuguesa
- Estrangeiros originários de países de língua portuguesa, exceto portugueses residentes no Brasil

A naturalização referente aos portugueses residentes no Brasil é vista na seção "Estatuto dos portugueses"

### Estrangeiros
Conforme previsto na Lei de Migração (Lei Nº 13.445, de 24 de maio de 2017), em seu artigo 65, são listados os seguintes requisitos:
1. ter capacidade civil, segundo a lei brasileira;
2. ter residência em território nacional, pelo prazo mínimo de 4 (quatro) anos;
3. comunicar-se em língua portuguesa, consideradas as condições do naturalizando; e
4. não possuir condenação penal ou estiver reabilitado, nos termos da lei.

## Estatuto de Igualdade
O artigo 12, parágrafo primeiro, da Constituição Federal outorga aos portugueses com residência permanente no Brasil, e a brasileiros com residência em Portugal, "os direitos inerentes ao brasileiro", excluídas as prerrogativas constitucionais de brasileiro nato. São requisitos para a concessão da igualdade a residência habitual (permanente), a maioridade civil e a formulação de pedido junto ao Ministro da Justiça.
Os portugueses podem requerer a igualdade de tratamento no que tange aos direitos civis; podem, ademais, solicitar lhes sejam concedidos direitos políticos análogos aos de brasileiro (exceto os privativos de brasileiro nato). Neste último caso, exige-se um mínimo de cinco anos de residência permanente.
O gozo de direitos políticos no Brasil importa na suspensão do exercício dos mesmos em Portugal. O exercício da cidadania brasileira por não-nacionais brasileiros (no caso, portugueses) constitui uma rara exceção ao princípio de que a nacionalidade é condição sine qua non para a cidadania, aberta aos portugueses—desde que com reciprocidade de tratamento para os brasileiros—em nome do relacionamento histórico entre os dois países.
O chamado "Estatuto de Igualdade" é regulado, no plano bilateral, pelos artigos 12 a 22 do Tratado de Amizade, Cooperação e Consulta entre Brasil e Portugal, celebrado em Porto Seguro em 22 de abril de 2000.

## Distinção entre brasileiro nato e naturalizado
A Constituição proíbe a distinção legal entre brasileiros natos e naturalizados, exceto quanto aos casos nela previstos:
- São privativos de brasileiro nato os seguintes cargos:
  - Presidente e Vice-Presidente da República;
  - Presidente da Câmara dos Deputados;
  - Presidente do Senado Federal;
  - Ministro do Supremo Tribunal Federal;
  - da carreira diplomática;
  - de oficial das Forças Armadas;
  - de Ministro de Estado da Defesa; e
  - os seis cargos de membro do Conselho da República mencionados no art. 89, item VII, da Constituição Federal.
- Segundo prevê o art. 5º, inciso LI da Constituição Federal, após análise da solicitação de Estado estrangeiro pelo Supremo Tribunal Federal (art. 102, alínea g), somente se admite duas possibilidades de extradição de brasileiros, observadas as seguintes circunstâncias:
  - a) Deve ser naturalizado, e não nato;
  - b) A solicitação de extradição deve ser decorrente do cometimento de crime comum praticado antes de haver sido formalizada a naturalização,
  - c) No caso de comprovado envolvimento com o tráfico de drogas, mesmo que posterior à naturalização.

Em outras palavras esse inciso impede a extradição de qualquer brasileiro nato, seja qual for o motivo da solicitação.
- a propriedade de empresas jornalísticas, de rádio ou TV é privativa de brasileiros natos ou naturalizados há mais de dez anos.

## Perda da nacionalidade brasileira
A Constituição Federal de 1988, no seu artigo 12, § 4º, prevê a perda da nacionalidade brasileira em dois casos:
- quando a naturalização for cancelada por sentença judicial em virtude de fraude relacionada ao processo de naturalização ou de atentado contra a ordem constitucional e o Estado Democrático; e
- quando o brasileiro interessado fizer pedido expresso de perda de sua nacionalidade brasileira perante autoridade brasileira competente, desde que a perda não resulte em apatridia.

Segundo o § 5º do mesmo artigo, os interessados que renunciaram sua nacionalidade brasileira após pedido expresso de perda de nacionalidade poderão readquirir sua nacionalidade brasileira originária nos termos da lei.
A Emenda Constitucional nº 131, de 3 de outubro de 2023, alterou o inciso I do artigo 12, § 4º da Constituição, que previa a perda da nacionalidade brasileira por decisão judicial em virtude de atividade nociva ao interesse nacional, para que seja admitida a perda da nacionalidade por decisão judicial apenas em casos de fraude relacionada ao processo de naturalização ou de atentado contra a ordem constitucional e o Estado Democrático, e alterou o inciso II do mesmo parágrafo para suprimir a perda da nacionalidade brasileira após aquisição de outra nacionalidade, que era prevista salvo em casos de reconhecimento de nacionalidade originária e de imposição de naturalização ao brasileiro residente no Estado estrangeiro como condição para permanência no território estrangeiro ou para o exercício de direitos civis.